# 大村大次郎
大村 大次郎（おおむら おおじろう、1960年 - ）は、日本の評論家、税務コンサルタント。ペンネームで本名は不詳。

## 概要
大阪府出身。
元国税局調査官。 調査官として国税局に10年間勤務、主に法人税を担当していた。国税局退職後、出版社勤務などを経て、2000（平成12）年から執筆活動を始める。ビジネス誌、サブカル誌、単行本など様々な媒体で活躍し、脱税を中心とした税金、法律、ビジネス関係を中心に執筆している。

## 書籍
- 『脱税調査マニュアル』データハウス（2001年）
- 『会社の仕打ちに泣き寝入りしない100の方法』データハウス（2001年）
- 『リストラ父さん定年父さん』データハウス（2002年）
- 『税務調査の秘密』データハウス（2002年）
- 『サラリーマン100の金儲け』データハウス（2003年 ISBN 4-88718-712-2）
- 『脱税調査ウラ話・ここまで暴露せばクビがとぶ 元国税調査官の極秘メモ』あっぷる出版社（2004年）
- 『脱税のススメ バレると後ろに手が回る』彩図社（2004年）
- 『脱税のススメ 税務署撃退編』彩図社（2004年）
- 『よく分かるサラリーマンスーパー節税術』監修、祥伝社（2004年）『図解給与所得者のための10万円得する超節税術』祥伝社黄金文庫
- 『脱税調査官極秘メモ』あっぷる出版社（2004年）
- 『節税ウラワザ集』データハウス（2005年）
- 『税務署なんか怖くない 税務調査の手の内、教えます』あっぷる出版社（2005年 ISBN 4-87177-244-6）
- 『脱税 元国税調査官は見た』祥伝社新書（2005年 ISBN 4-396-11016-2）
- 『脱税調査・ないしょ話 税務署が教えたがらない税金の秘密&ウラ技 元国税調査官の告白』あっぷる出版社（2005年）
- 『脱税ハンドブック』データハウス（2006年 ISBN 4-88718-857-9）
- 『ライブドアショック・謎と陰謀 元国税調査官が暴く国策捜査の内幕』あっぷる出版社（2006年）
- 『新会社法でとことん税金を安くする! 頭のいい社長は税金を払わない』あっぷる出版社 元国税調査官の告白シリーズ 2006
- 『その税金は払うな!』双葉社 2006
- 『国税調査官が教えるなぜ金持ちが増えたのか? 税が格差社会を作った』グラフ社 2007　『悪税が日本を滅ぼす 元国税調査官が暴露する不公平税のからくり』新潮文庫
- 『社長!税務調査はこうして乗り切れ 最短日数で修正・追徴なし!』かんき出版 2007
- 『図解脱税のススメ 驚くほど手口がよくわかる』彩図社 2007
- 『税金は「裏ワザ」で9割安くなる 元国税調査官が明かす禁断の節税術』あっぷる出版社 2007
- 『税務調査のチェックポイント 調査官必携』データハウス 2007
- 『そば屋はなぜ領収書を出したがらないのか? 領収書からみえてくる企業会計・税金のしくみ』日本文芸社 2007
- 『退職後、すぐやる税金還付術 お父さん、その税金払いすぎ!』辰巳出版 2007
- 『寅さんは税金を払っていたのか?』双葉社 2007
- 『なぜあのサラリーマンは税金を払っていないのか 家・クルマ身のまわりの税金を安くする驚きの方法満載!!』リヨン社 2007
- 『なぜ、あの社長の会社は儲かるのか 国税調査官は見た』グラフ社 2007
- 『悪の会計学』双葉社 2008
- 『確定申告は裏ワザで税金が9割安くなる 個人事業者・フリーランサー独立開業者のための超節税術』あっぷる出版社 2008
- 『税金を9割安くする決算期直前の裏ワザ 元国税調査官が明かす決算期ギリギリの節税策』あっぷる出版社 2008
- 『脱税メタボリック さらなる税金はサラリーマン以外から取ってくれ』道出版 2008
- 『ビートたけしは「財テク」の天才だった! 天才たけしに学ぶ賢いお金の貯め方・使い方』あっぷる出版社 2008
- 『悪の税金学』双葉社 2009
- 『金持ち社長はなぜ、ムダなクルーザーを買うのか? お金持ちだけが知っている税金の裏ワザ』日本文芸社 2009
- 『給料、役員報酬は払い方を変えるだけで5割アップできる! 社長も社員も会社も大幅節税!』あっぷる出版社 2009
- 『無税生活』ベスト新書 2009
- 『面倒くさがり屋でも税金を8割安くする確定申告の裏ワザ 元国税調査官が明かす超カンタン節税術』あっぷる出版社 2009
- 『悪の経営学』双葉社 2010
- 『税務署の言うことを何でも聞いていたら会社、大変なことになりますよ 税務調査で泣き寝入りしない裏ワザ、教えます』あっぷる出版社 2010
- 『悪の会計学 キレイごと一切なしの裏会計入門』双葉新書 2011
- 『悪の経済学』双葉社 2011
- 『あらゆる領収書は経費で落とせる』中公新書ラクレ 2011
- 『脱税のススメ バレると後ろに手が回る』彩図社 2011
- 『元国税調査官が明かす税務署の秘密 納税者必読!』技術評論社 2011
- 『悪の起業学』双葉社 2012
- 『お坊さんはなぜ領収書を出さないのか』宝島社新書 2012
- 『決算書の9割は嘘である』幻冬舎新書 2012
- 『税務署員だけのヒミツの節税術 あらゆる領収書は経費で落とせる 確定申告編』中公新書ラクレ 2012
- 『税務署が嫌がる「税金0円」の裏ワザ サラリーマンにもできる「合法的脱税術」』双葉新書 2012
- 『有名人がやった脱税マニュアル 元国税調査官が暴露!』晋遊舎 2012
- 『悪の社長学』双葉社 2013
- 『会社の税金を極限まで安くする方法 ほんの"ちょっと"の知識と手間で劇的に変わる』日本実業出版社 2013
- 『給料が増えて会社もうるおうボロ儲け経営術』双葉新書 2013
- 『サラリーマンお金の裏技 お役所が本当は教えたくない』アース・スターエンターテイメント 2013
- 『サラリーマンの9割は税金を取り戻せる あらゆる領収書は経費で落とせる 増税対策編』中公新書ラクレ 2013
- 『役人に学ぶ「闇給与」のススメ』光文社新書 2013
- 『悪の決算書入門』双葉社 2014
- 『一瞬で決算書を読む方法 税務署員だけのヒミツの速解術』SB新書 2014
- 『「金持ち社長」に学ぶ禁断の蓄財術 あらゆる領収書を経費で落とす!』中公新書ラクレ 2014
- 『消費税・相続税で損しない本 「大増税」緊急対策!』青春新書INTELLIGENCE 2014
- 『税金を払う奴はバカ! 搾取され続けている日本人に告ぐ』ビジネス社 2014
- 『税金の抜け穴 国民のほとんどが知らない納税で「得する話」「損する話」』角川oneテーマ21 2014
- 『税務署の正体』光文社新書 2014
- 『税務署VS脱税者 どんな善人でも税金はごまかす』角川SSC新書 2014
- 『フリーランス&個人事業主確定申告でお金を残す!元国税調査官のウラ技』技術評論社 2014
- 『無税国家のつくり方 税金を払う奴はバカ! 2』ビジネス社 2014
- 『やってはいけない相続対策』小学館新書 2014
- 『お金に好かれる極意』祥伝社新書 2015
- 『お金の流れでわかる世界の歴史 富、経済、権力……はこう「動いた」 こんな見方があった!』KADOKAWA 2015
- 『会社に使い捨てされない法律とお金の心得』双葉新書 2015
- 『起業のためのお金の教科書』双葉社 2015
- 『税金を払わない奴ら なぜトヨタは税金を払っていなかったのか?』ビジネス社 2015
- 『税務署員がこっそり教えるお金の裏ワザ サラリーマン最強の蓄財術』中公新書ラクレ 2015
- 『マイナンバーで損する人、得する人 元国税調査官がズバリ教える』ビジネス社 2015
- 『元国税調査官が明かす金を取る技術』光文社新書 2015
- 『お金の流れで探る現代権力史 「世界の今」が驚くほどよくわかる』KADOKAWA 2016
- 『お金の流れで見る戦国時代 歴戦の武将も、そろばんには勝てない』KADOKAWA 2016
- 『お金の流れで読む日本の歴史 元国税調査官が「古代～現代史」にガサ入れ』KADOKAWA 2016
- 『最強の国家権力・国税庁 あなたは監視されている』中公新書ラクレ 2016
- 『知らないと損する給与明細』小学館新書 2016
- 『得する確定拠出年金 元国税庁調査官が明かす〈最強の財テク術〉』ビジネス社 2016
- 『なぜトヨタは税金を払っていなかったのか? パナマ文書を超える日本経済最大のタブー』ビジネス社 2016
- 『元国税調査官が暴くパナマ文書の正体』ビジネス社 2016
- 『龍馬の家計簿 元国税調査官が龍馬の金銭資料を徹底監査』河出書房新社 2016
- 『老後破産は必ず防げる 年金と老後資金を増やす裏ワザ!』ビジネス社 2016
- 『金持ちのヤバい資産形成術』中公新書ラクレ　2017
- 『ブッダはダメ人間だった : 最古仏典から読み解く禁断の真実』　ビジネス社、2017年、ISBN 9784828419657

## 監修
- フジテレビドラマ「マルサ!!東京国税局査察部」
- マンガ「死ぬまで愉快な年金の裏ワザ」（2004年 ISBN 4-57529-690-2）
- マンガ「とたんに元気になる離婚の裏ワザ」（2004年 ISBN 4-57529-696-1）